# Associazione Sportiva Polisportiva Corniglianese 1936-1937
Questa voce raccoglie le informazioni riguardanti l'Associazione Sportiva Polisportiva Corniglianese nelle competizioni ufficiali della stagione 1936-1937.

## Rosa
| N. |                   | Ruolo | Calciatore         |
| -- | ----------------- | ----- | ------------------ |
|    | Italia (bandiera) |       | Vando Andora       |
|    | Italia (bandiera) |       | Gaetano Cionini    |
|    | Italia (bandiera) |       | Adelio Cornara     |
|    | Italia (bandiera) |       | Renzo Del Guerra   |
|    | Italia (bandiera) |       | Settimio Dellacasa |
|    | Italia (bandiera) |       | Tommaso Di Muzio   |
|    | Italia (bandiera) |       | Guido Fava         |
|    | Italia (bandiera) |       | Rodolfo Landini    |

| N. |                   | Ruolo | Calciatore     |
| -- | ----------------- | ----- | -------------- |
|    | Italia (bandiera) |       | Aldo Langella  |
|    | Italia (bandiera) |       | Ugo Massa      |
|    | Italia (bandiera) |       | Piero Negri    |
|    | Italia (bandiera) |       | Elobe Rossini  |
|    | Italia (bandiera) | A     | Angelo Rosso   |
|    | Italia (bandiera) |       | Oscar Toso     |
|    | Italia (bandiera) |       | Mario Vannozzi |
|    | Italia (bandiera) |       | Attilio Zerbi  |